# Drops
Drops er en dansk kortfilm fra 2017 instrueret af Karsten Kjærulf-Hoop og Sarah Jungen.

## Handling
Vanddråbedrengen Philly fødes i en sky over Danmark og indgår for første gang i vandets livscyklus. Han lander og bliver levende blandt andre vanddråber. Philly møder dråbe-pigen Lilly, og sammen leger de og udforsker deres materialitet. Men regnen kan ikke vare evigt, og som solen viser sig bag skyen, spredes frygt blandt dråberne. Men Phillys naive nysgerrighed gør ham anderledes end de andre vanddråber. Sammen med Lilly sætter han sig for at finde ud af, hvad der sker, når man tråder ud i solens stråler.